# El Paso Montanesa
El Paso Montanesa is een compositie voor harmonieorkest of fanfareorkest of brassband van de Nederlandse componist Kees Vlak. De vierdelige suite in Spaanse stijl ontleent haar titel aan het tweede deel. De vier delen van het werk zijn: Paso Doble, Montanesa, Zortzico en Fandango. 
Het werk werd opgenomen op cd door de Koninklijke Militaire Kapel onder leiding van Pierre Kuijpers.